# DVC Bravo
DVC Bravo (lub Bravo Volleyball) – irlandzki zespół siatkarski z Dublina wchodzący w skład Dublin Volleyball Club (DVC). Założony został w 2015 roku przez Ivo Teixeirę oraz Giordano dos Santosa. Jest pierwszą irlandzką drużyną zrzeszającą osoby LGBTQ+. 
W sezonie 2015/2016 DVC Bravo zadebiutował w najwyższej klasie rozgrywkowej – Premier League. Od tego czasu trzykrotnie został wicemistrzem Premier League oraz dwukrotnie zdobył Puchar Irlandii.
Mecze domowe DVC Bravo rozgrywa w hali sportowej w Coláiste Bríde w Dublinie.

## Bilans sezonów
| Sezon     | Rozgrywki ligowe | Rozgrywki ligowe | Puchar Irlandii | *             |
| Sezon     | Poziom           | Miejsce          | Puchar Irlandii | *             |
| --------- | ---------------- | ---------------- | --------------- | ------------- |
| 2015/2016 | Premier          | 3/7              | 1. runda        | [ 2 ] [ 3 ]   |
| 2016/2017 | Premier          | 2/7              | ćwierćfinał     | [ 4 ] [ 5 ]   |
| 2017/2018 | Premier          | 2/8              | 1. miejsce      | [ 6 ] [ 7 ]   |
| 2018/2019 | Premier          | 6/6              | 1. miejsce      | [ 8 ] [ 9 ]   |
| 2019/2020 | Premier          | –/7              | —               | [ 10 ] [ 11 ] |
| 2020/2021 | Premier          | –/7              | —               | [ 12 ] [ 13 ] |
| 2021/2022 | Premier          | 2/6              | —               | [ 14 ]        |
| 2022/2023 | Premier          | 4/8              | półfinał        | [ 15 ] [ 16 ] |
| 2023/2024 | Premier          | 4/8              | ćwierćfinał     | [ 17 ] [ 18 ] |

Poziom rozgrywek:
     pierwszy poziom

## Osiągnięcia
Premier League:
- 2. miejsce (3x): 2017, 2018, 2022
- 3. miejsce (1x): 2016

Puchar Irlandii:
- 1. miejsce (2x): 2018, 2019

Tarcza Irlandii:
- 1. miejsce (1x): 2016